# Janjon et autres chants populaires du Mali
Janjon et autres chants populaires du Mali est un recueil de chants de l'écrivain malien Massa Makan Diabaté, paru aux éditions Présence Africaine en 1970,,.
L’œuvre reçoit le Grand Prix littéraire d'Afrique noire en 1971.